# 高倉みなみ
高倉 みなみ（たかくら みなみ、1974年4月30日 - ）は、日本の元AV女優。
千葉県出身。血液型:O型。身長:167cm。スリーサイズ:B83・W60・H86。

## 略歴・人物
中学生の頃から、瀬戸佐江子の名前でモデル活動をしており、月刊誌『すっぴん』では1989年〜91年にかけて頻繁にグラビアで起用されていた。
1992年12月にAVデビュー。
なお同時期に同姓同名（字も一緒）のAV女優がもう1人デビューしている為、そちらと混同されることが多い。もう1人の「高倉みなみ」は、暫くして「安藤有里」として再デビューした。
1994年に引退。それ以降、公的な場に顔を出したことはない。

## 出演作品

### アダルトビデオ
- 気分は最高! シースルーランジェリー（1992年12月4日、VIP） ※デビュー作
- ベッドでたまごを吸わないで（1993年1月2日、アリスJAPAN）
- 女子大生の生下着（1993年2月17日、KUKI）
- ドラキュラが狙っている（1993年3月12日、シャイ企画）
- オーガズムに濡れて… （1993年4月8日、シェール）
- マドンナ特撮版 レズビアン倶楽部 4 女医のカルテ（1993年4月25日、マドンナ社）共演:小泉しおり、石原ゆり、川原みずき
- 激交夜想曲 [ノクターン]（1993年4月28日、KUKI）
- スーパーミニスカ 家庭教師は女王様 （1993年4月、オークラ出版）
- スキャンダルアイドル（1993年5月21日、シャイ企画）
- （秘）スーパーセレクション・Bバージョン （1993年5月25日、KUKI）…総集編 他出演:飯島恋、観月マリ、麻吹まどか
- 官能クィーンは溢れすぎ（1993年6月4日、エッチアールシー）
- トライアングル レズビアン 7（1993年7月14日、KUKI）…共演:森波つばさ、衣さよ子
- 制服ワイセツ それじゃ、裂けちゃう!（1993年7月31日、アテナ映像）
- 監禁レイプ24（1993年8月7日、コロナ
- スーパーカーSEXドリーム （1993年8月27日、エッチアールシー）
- あぶない放課後 新・女教師スペシャル（1993年9月13日、V&Rプランニング）
- 超精神的 SとM 高倉みなみ編（1993年9月27日、ビッグモーカル）
- 原色VIDEO図鑑 女教師CLUB（1993年9月30日、宇宙企画）…オムニバス作品
- 極姦 Vol.1 悩殺長女みなみの場合（1993年10月23日、KUKI）…共演:観月マリ、高野ひとみ
- 極姦 Vol.2 淫乱次女マリの場合（1993年10月23日、KUKI）…共演:観月マリ、高野ひとみ
- 極姦 Vol.3 三女ひとみの場合（1993年10月23日、KUKI）…共演:観月マリ、高野ひとみ
- サザンドリーム （1993年11月、大洋図書）
- 女子大生 “生白書”（1993年11月、サクセス・ビデオ・コミュニティ）
- 制服ごっこ フェロモンの憤り（1994年1月20日、ステージメディア）
- Misty Laver （1994年1月、大洋図書）
- 淑女館 7 （1994年1月23日、宇宙企画）共演:かわいなつみ、有森麗 ※引退作
- 高級オナペット倶楽部スペシャル（1994年7月15日、ステージメディア）…総集編 他出演:白石ひとみ、美里真理、田村香織、森下あみい
- THE制服コレクション（1994年、アテナ映像）総集編 他出演:朝岡実嶺、憂木瞳、田村香織、小林愛美、一色麗矢、橘ますみ、麻生ともみ、姫ノ木杏奈、白石ひとみ
- トライアングル レズビアン BEST（1997年1月1日、KUKI）総集編 共演:森波つばさ、衣さよ子 他出演:イヴ、美樹あゆみ、沢口梨々子、原田ひかり、森下あみい、田中美保、飯島花蓮、藤森由里亜

再発売作品
- NOCTURNE（2000年12月15日、KUKI）
- Southern Cross（2002年4月12日、エッチアールシー）
- SHY VINTAGE（2003年7月25日、シャイ企画）再発作品
- LEGEND GIRLS 7（2005年3月11日、エッチアールシー）他出演:若菜瀬奈、宮木汐音、愛咲ゆかり、鈴川玲理

## 書籍

### 写真集
- MAXIMUM　（1994年1月、英知出版） - 撮影:横内史

### 雑誌
- アップル通信 1993年2月号（表紙）